# Quadrato perfetto
In matematica un quadrato perfetto o numero quadrato è un numero intero che può essere espresso come il quadrato di un altro numero intero, ovvero un numero la cui radice quadrata principale è anch'essa un numero intero. Ad esempio, 9 è un quadrato perfetto in quanto può essere scritto come 3 × 3. Un numero è un quadrato perfetto quando, scomposto, presenta tutti esponenti pari: scrivendo il numero come prodotto di potenze di numeri primi ottenuti dalla scomposizione si ha che la radice quadrata di tale prodotto è intera se tutti i fattori si estraggono di radice, ciò può accadere solo se l'esponente di ogni fattore è pari.
Talora da questi numeri si esclude lo zero, cioè per quadrato perfetto si intende un intero positivo che è il quadrato di un altro intero positivo.

## Esempi
I primi 100 quadrati perfetti sono:
02 = 0
12 = 1
22 = 4
32 = 9
42 = 16
52 = 25
62 = 36
72 = 49
82 = 64
92 = 81
102 = 100
112 = 121
122 = 144
132 = 169
142 = 196
152 = 225
162 = 256
172 = 289
182 = 324
192 = 361
202 = 400
212 = 441
222 = 484
232 = 529
242 = 576
252 = 625
262 = 676
272 = 729
282 = 784
292 = 841
302 = 900
312 = 961
322 = 1024
332 = 1089
342 = 1156
352 = 1225
362 = 1296
372 = 1369
382 = 1444
392 = 1521
402 = 1600
412 = 1681
422 = 1764
432 = 1849
442 = 1936
452 = 2025
462 = 2116
472 = 2209
482 = 2304
492 = 2401
502 = 2500
512 = 2601
522 = 2704
532 = 2809
542 = 2916
552 = 3025
562 = 3136
572 = 3249
582 = 3364
592 = 3481
602 = 3600
612 = 3721
622 = 3844
632 = 3969
642 = 4096
652 = 4225
662 = 4356
672 = 4489
682 = 4624
692 = 4761
702 = 4900
712 = 5041
722 = 5184
732 = 5329
742 = 5476
752 = 5625
762 = 5776
772 = 5929
782 = 6084
792 = 6241
802 = 6400
812 = 6561
822 = 6724
832 = 6889
842 = 7056
852 = 7225
862 = 7396
872 = 7569
882 = 7744
892 = 7921
902 = 8100
912 = 8281
922 = 8464
932 = 8649
942 = 8836
952 = 9025
962 = 9216
972 = 9409
982 = 9604
992 = 9801

## Proprietà
Un numero m è un quadrato perfetto se e solo se è possibile disporre m punti per formare un quadrato geometrico, per questo l'elevamento alla seconda potenza è chiamato anche elevamento al quadrato.
| 1  | Un punto isolato può rappresentare il quadrato di ordine minimo, 1x1 |
| 4  | Quattro punti possono essere disposti a formare un quadrato 2x2      |
| 9  | Nove punti possono essere disposti a formare un quadrato 3x3         |
| 16 | Sedici punti possono essere disposti a formare un quadrato 4x4       |
| 25 | Venticinque punti possono essere disposti a formare un quadrato 5x5  |

La formula dell'n-esimo quadrato perfetto è n2.
Si osserva inoltre che la successione delle differenze fra due quadrati perfetti consecutivi è la successione dei numeri dispari positivi:
1, 3, 5, 7, 9, 11, 13, 15, 17, 19, 21, 23, 25, 27, 29, ..., 2n - 1 ,2n + 1 , ...
L'n-esimo quadrato perfetto è perciò equivalente alla somma dei primi n numeri dispari, come si può vedere dalle figure sopra, dove un quadrato viene ottenuto dal precedente aggiungendo un numero dispari di punti. Ad esempio:
52 = 25 = 1 + 3 + 5 + 7 + 9.
La somma dei numeri dispari si può scrivere sotto forma di sommatoria: {\displaystyle n^{2}=\sum _{k=0}^{n-1}(2k+1)}.
L'n-esimo quadrato perfetto può essere calcolato dal precedente nel seguente modo:
n2 = (n-1)2 + (2n-1)
Ad esempio:
62 = 52 + (2×6 - 1) = 25 + 11 = 36
L'n-esimo quadrato perfetto può essere calcolato dai precedenti due nel seguente modo:
n2 = 2 × (n-1)2 - (n-2)2 + 2
Ad esempio:
62 = 2×52 - 42 + 2 = 2×25 - 16 + 2 = 50 - 16 + 2 = 36
L'n-esimo quadrato perfetto può essere calcolato dai precedenti tre nel seguente modo:
n2 =(n-1)2 + (n-2)2 - (n-3)2 + 4
Ad esempio:
62 = 52 + 42 - 32 + 4 = 25 + 16 - 9 + 4 = 45 - 9 = 36
Un quadrato perfetto equivale anche alla somma di due numeri triangolari consecutivi. La somma di due numeri quadrati consecutivi è un numero quadrato centrato. Ogni numero quadrato dispari è anche un numero ottagonale centrato.
Il teorema dei quattro quadrati dice che ogni intero positivo può essere scritto come somma di 4 quadrati perfetti. 3 quadrati perfetti non sono sufficienti per i numeri nella forma 4m(8h + 7). Un intero positivo può essere scritto come somma di due quadrati se e solo se la sua fattorizzazione non contiene potenze dispari di numeri primi nella forma 4k+3.
Questo risultato è generalizzato nel problema di Waring.
I numeri quadrati sono gli unici ad avere un numero dispari di divisori. Un intero positivo che non ha come divisore nessun quadrato perfetto ad eccezione di 1 si chiama privo di quadrati.
Poiché il prodotto di due numeri negativi è positivo, così come quello di due numeri positivi, nessun numero quadrato è negativo. Ciò ha conseguenze importanti. Ne deriva, in particolare, che non si possa estrarre la radice quadrata di un numero negativo all'interno dei numeri reali. Questo lascia una lacuna nell'insieme dei reali che i matematici hanno riempito creando i numeri immaginari, a cominciare da i, che è per convenzione la radice quadrata di -1.

## Quadrati perfetti razionali
La definizione di quadrato perfetto può essere estesa all'ambito dei numeri razionali. Si introduce così il concetto di quadrato perfetto razionale, cioè un numero razionale non negativo esprimibile come frazione che in forma ridotta ha come numeratore e come denominatore due quadrati perfetti, il secondo dei quali diverso da 0.
Per esempio 4/9 = 2/3 × 2/3.
I quadrati perfetti razionali sono i soli numeri razionali non negativi la cui radice quadratica principale è anch'essa un numero razionale (non negativo); le radici quadrate di tutti gli altri numeri razionali sono numeri irrazionali, cioè non si possono esprimere come frazioni.